# 유고 (형왕)
형왕 유고(荊王 劉賈, ? ~ 기원전 196년)는 중국 진나라 말기 ~ 전한 초기의 인물이다. 전한 고제의 종형으로, 형왕을 지냈다. 영포의 반란에서 전사했다.

## 일대기
한왕 원년(기원전 206년), 한왕이 된 한 고조가 삼진을 아우르자 장군이 돼 새나라 땅을 평정하고, 서초패왕 항우와의 싸움에 종군했다.
한왕 4년(기원전 203년), 한왕이 서초패왕과의 싸움에서 성고를 잃고 장이·한신의 군대를 손에 넣어 수무에서 수비 태세를 갖추면서, 2만 군사를 받아 서초의 영토로 들어가 군자를 불태우고 땅을 황폐화해 서초의 군사가 먹을 식량을 없이하도록 명령을 받았다. 서초의 군사가 싸우러 오자, 지키면서 싸움에 응하지 않고 서초에서 유격전을 벌이고 있는 팽월과 서로 돕는 형세를 만들었다.
한왕 5년(기원전 202년), 경내가 어지러워져 싸울 기력을 잃은 서초패왕이 한왕과 화친을 맺고 돌아가고, 한왕은 약속을 깨고 서초를 무찌르고자 추격해 고릉에 이르렀다. 이때 명령을 받아 화이허를 건너 서초령 수춘에 이르러, 서초의 대사마 주은을 꼬드겨 서초에 모반하게 했다. 주은의 보좌를 받아 구강군에서 군사를 일으키고 영포와 합류해, 마침내 해하에서 한나라 본대와 합류해 항우를 공격했다(해하 전투). 한왕의 명령으로 구강의 군사를 거느리고 태위 노관과 함께 항우가 세운 열여덟 제후 중 마지막까지 한왕에게 투항하지 않은 임강왕 공위를 공격했다. 공위가 죽은 후 구 임강국의 판도를 남군으로 개편했다.
고조 6년(기원전 201년), 초왕 한신을 모반 혐의로 잡아들이고 봉국을 몰수하면서, 구 한신령 초나라 영토 중 회수 동쪽의 52성을 받아 만들어진 형나라의 왕이 되었다. 서울은 오(吳)에 두었다. 한편 유교가 나머지 회수 서쪽의 36성을 받아 초왕이 되었고, 이때부터 비로소 전한의 황족 유씨가 왕으로 세워졌다.
고조 11년(기원전 196년), 회남왕 영포가 모반하고 형나라로 쳐들어오자, 맞서 싸우고 져 달아나다 영포의 군사에게 살해당했다. 형나라는 회남나라에 병탄됐다. 영포의 난이 진압된 후 형나라를 폐하고 군을 설치했다가, 이듬해 국명을 오나라로 고치고 다시 왕국을 두어 유비를 왕으로 봉했다.